# Pro se
La locution latine « pro se » signifie plaider en son propre nom dans une procédure judiciaire, en tant que défendeur ou demandeur dans des affaires civiles, ou en tant que défendeur dans des affaires pénales, plutôt que d'être représenté par un avocat ou un avocat.
Le terme « pro se » vient du latin « pro se », qui signifie « pour soi-même » ou « en son nom ». Ce statut est parfois appelé « in propria persona » (abréviation de « pro per »). En Angleterre et au Pays de Galles, le statut comparable est celui de « plaideur en personne ». En Australie et au Canada, on parle de « plaideur auto-représenté » (SRL).

## Prévalence
Selon le Centre national des tribunaux d'État des États-Unis, en 2006, les plaideurs « pro se » étaient devenus plus fréquents, tant devant les tribunaux d'État (États-Unis) que devant les tribunaux fédéraux des États-Unis.
Cette augmentation est due à un certain nombre de facteurs, notamment une baisse du financement de l'aide juridique fédérale, une augmentation de la fourniture d'une assistance juridique limitée et une augmentation des taux de divorce. Les estimations du taux « pro se » dans les affaires de droit de la famille étaient en moyenne de 67 % en Californie, de 73 % dans les grands comtés de Floride et de 70 % dans certains comtés du Wisconsin. À San Diego, par exemple, le nombre de demandes de divorce impliquant au moins un plaideur « pro se » est passé de 46 % en 1992 à 77 % en 2000, et en Floride de 66 % en 1999 à 73 % en 2001.
La Californie rapporte en 2001 que plus de 50 % des demandes de garde et de visite en matière familiale sont déposées par des plaideurs « pro se ». Dans le système judiciaire fédéral des États-Unis, en 2013, environ 27 % des actions civiles, 92 % des requêtes de prisonniers et 11 % des requêtes de non-prisonniers ont été déposées par des plaideurs « pro se ». Les accusés dans les procès politiques ont tendance à participer davantage aux procédures que les accusés dans les affaires non politiques, car ils peuvent avoir une plus grande capacité à s'écarter des normes de la salle d'audience pour aborder des questions politiques et morales.

## Cas notables
- Clarence Earl Gideon,1961.
- James Blumstein
- Ted Bundy
- Robert Kearns
- Edward C. Lawson
- Sam Sloan
- Mohamed El Ghanem
- James Traficant
- Darrel Brooks